# Українці Великої Британії

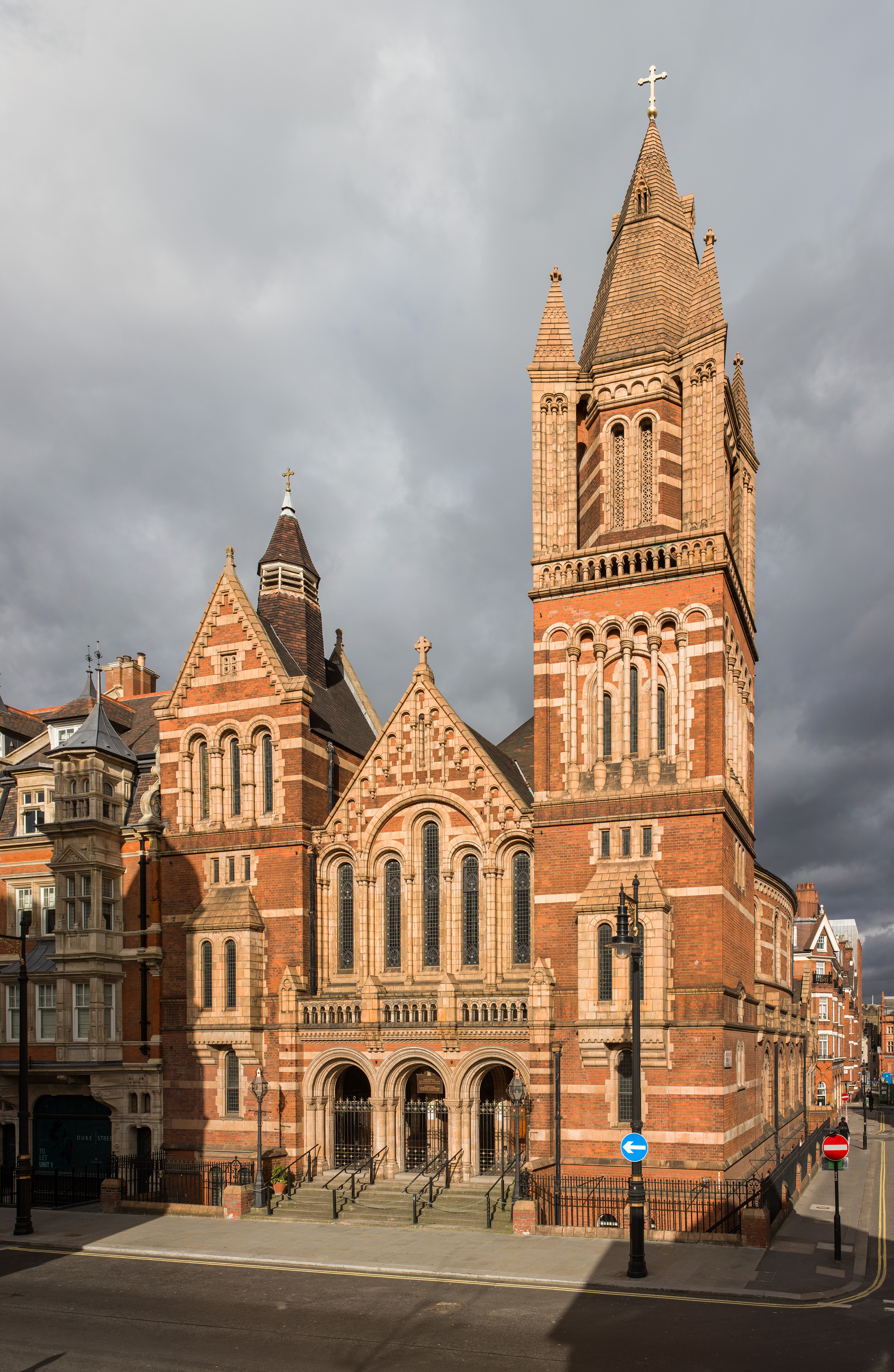
Катедральний храм Пресвятої Родини

 Українці у Великій Британії — особи з українським громадянством або національністю, які перебувають на території Великої Британії.

## Історія
Окремі українці здавна відвідували Велику Британію і зупинялися там на тривалий час. Так, на початку 17 ст. в Кембриджському і Оксфордському університетах студіював діяч доби Хмельниччини Юрій Немирич. У 18-19 ст. серед громадян Російської імперії, що перебували у Великій Британії з різних причин (дипломатична служба, релігійні потреби, навчання, мореплавство, мандрівки), було чимало українців. У 1765–1780 та 1784 роках настоятелем російської православної церкви в Лондоні був українець з Харківщини, вихованець Київської духовної академії А. Самборський (1735–1815); у 1860–1861 роках у Лондоні працював складачем у «Вільній російській друкарні» український громадський діяч і журналіст Агапій Гончаренко. 1893 року в Манчестері осіло 150 робітників із Золочівського повіту, які працювали переважно кравцями; 1929 року вони заснували Український клуб.
До 1940 українців у Великій Британії було мало: крім згаданих, окремі політичні емігранти та студенти. 1940 року, після захоплення Франції гітлерівською Німеччиною, до Великої Британії прибула група українців, що служила там у польських частинах. 1946–1948 приїхали з Італії українські вояки польського корпусу генерала Андерса (близько 6 тис.), а з британської зони Західної Німеччини і Австрії — українці з таборів переміщених осіб, завербовані на роботу спецкомісіями, та полонені з дивізії «СС-Галичина» (близько 20 тис.). Більшість прибулих — молоді чоловіки з низьким освітнім рівнем (із середньою освітою — бл. 2 %, з вищою — 0,5 %), жінки становили лише 10 %. Згодом понад 2 тис. українських жінок прибуло з Польщі та Югославії.
Еміграція українців з Великої Британії, що почалася наприкінці 50-х pp., триває: дотепер виїхало 8—10 тис. чоловік. За даними 1994, у Великій Британії налічується до 30 тис. українців, з них 2/3 галичан за походженням. Приблизно 30 % живе в Ланкаширі (переважно в Манчестері), 26 % — у Йоркширі, 26 % — у Ноттінгемі, Ковентрі, Лестері та ін. містах Центр. Англії (Мідленд), 12 % — у Лондоні та на Півдні Англії, 4 % — в Шотландії (переважно в Единбурзі), 2 % — в Уельсі (передусім в Кардіфі та Свансі). Чимало укр. чоловіків за браком укр. жіноцтва одружилися з німкенями, італійками, ірландками, валлійками. Близько 40 % чоловіків першого покоління імміграції залишилися неодруженими

## Кількісний та соціальний склад етнічних українців у Великій Британії
Офіційна статистика щодо кількості та соціального складу етнічних українців у Великій Британії відсутня. На думку керівників українських громадських організацій чисельність української громади сьогодні становить близько 30 тисяч осіб. В основному, це представники першого та другого покоління повоєнної еміграції.
За останні кілька років українська громада Великої Британії збільшилась за рахунок трудових мігрантів, значна кількість яких перебуває у Великій Британії нелегально.
Назвати загальну чисельність громадян України, які перебувають у Великій Британії неможливо з огляду на відсутність відповідної статистики та методології її визначення, а також відсутності реєстрації при виїзді громадян за межі країни.
Громадяни України, які отримали дозвіл на працевлаштування у Великій Британії, користуються такими ж правами щодо захисту своїх інтересів, як і громадяни країни перебування.
На території Великої Британії зафіксовано майже 70 місць компактного проживання українців. Найчисельніші громади в Лондоні, Манчестері, Бредфорді та Ноттінгемі.

## Українські громадські організації Великої Британії
Союз українців у Великій Британії (СУБ) є найчисельнішою українською громадською організацією у Великій Британії. Організація нараховує близько 1700 членів. До складу СУБу входять 42 відділи та 16 осередків.
Всього у власності організації знаходиться 35 будинків по всій території Великої Британії, в яких розташовані українські клуби, школи українознавства і т. д. Головна управа СУБу розташована в Лондоні. У цьому ж приміщенні знаходиться бібліотека і архів ім. Тараса Шевченка та книгарня. Також власністю СУБу є будинок для осіб похилого віку «Інвалідська оселя» у Чіддінгфолді, в якому сьогодні проживає близько 30 літніх людей.
Із СУБом співпрацюють Об‘єднання Бувших Вояків Українців у Великій Британії (ОБВУ) та Організація Українських Жінок (ОУЖ), під опікою якої знаходиться музей народного мистецтва у Манчестері.
В Сполученому Королівстві діє Об'єднання українців у Великій Британії, що нараховує 350 членів. Після здобуття Україною незалежності, Об'єднання подарувало Українській державі будинок в Единбурзі, де сьогодні розташоване Генеральне консульство України. Організація також надала для довготермінового користування будинок, в якому сьогодні функціонує консульський відділ Посольства України в Лондоні.
Активну участь в суспільному житті української громади Великої Британії беруть молодіжні організації Спілка Української Молоді (СУМ) та Пласт.
До наймолодших українських громадських організацій, навколо яких в основному об'єднуються українці четвертої хвилі міграції, можна віднести Українсько-Британський Сіті Клуб. Ця організація нараховує близько 500 членів, серед яких — фізичні особи, компанії, представництва, банки, корпорації, які співпрацюють з Україною.
Протягом останнього року досить активною була діяльність Британсько-Українського Товариства, навколо якого гуртуються бізнесмени, наукові та культурні діячі Великої Британії, відомі політики, що зацікавлені у тісній співпраці з Україною.
Представники Посольства постійно беруть участь у заходах, організованих українською громадою, регулярно зустрічаються з представниками діаспори, організовують спільні заходи з українськими громадськими організаціями Великої Британії.

## Культура та інформація
У Великій Британії виходила до 2017 року україномовна газета «Українська думка», яка була друкованим органом СУБу (тираж 7.5 тисяч екземплярів).
Британська телерадіомовна корпорація BBC, у складі якої є українська редакція, з 1992 по 2011 рік проводила у постійному щоденному режимі радіомовлення українською мовою.
Власні україномовні телевізійні програми у телепросторі Великої Британії відсутні. Багато українців використовує сучасні засоби супутникового зв'язку, які надають можливість переглядати програми українських телеканалів.
У Британській бібліотеці є відділ україністики, який постійно поповнюється за рахунок бюджетних коштів новими надходженнями. Українська книга у Великій Британії доступна широкому колу читачів.

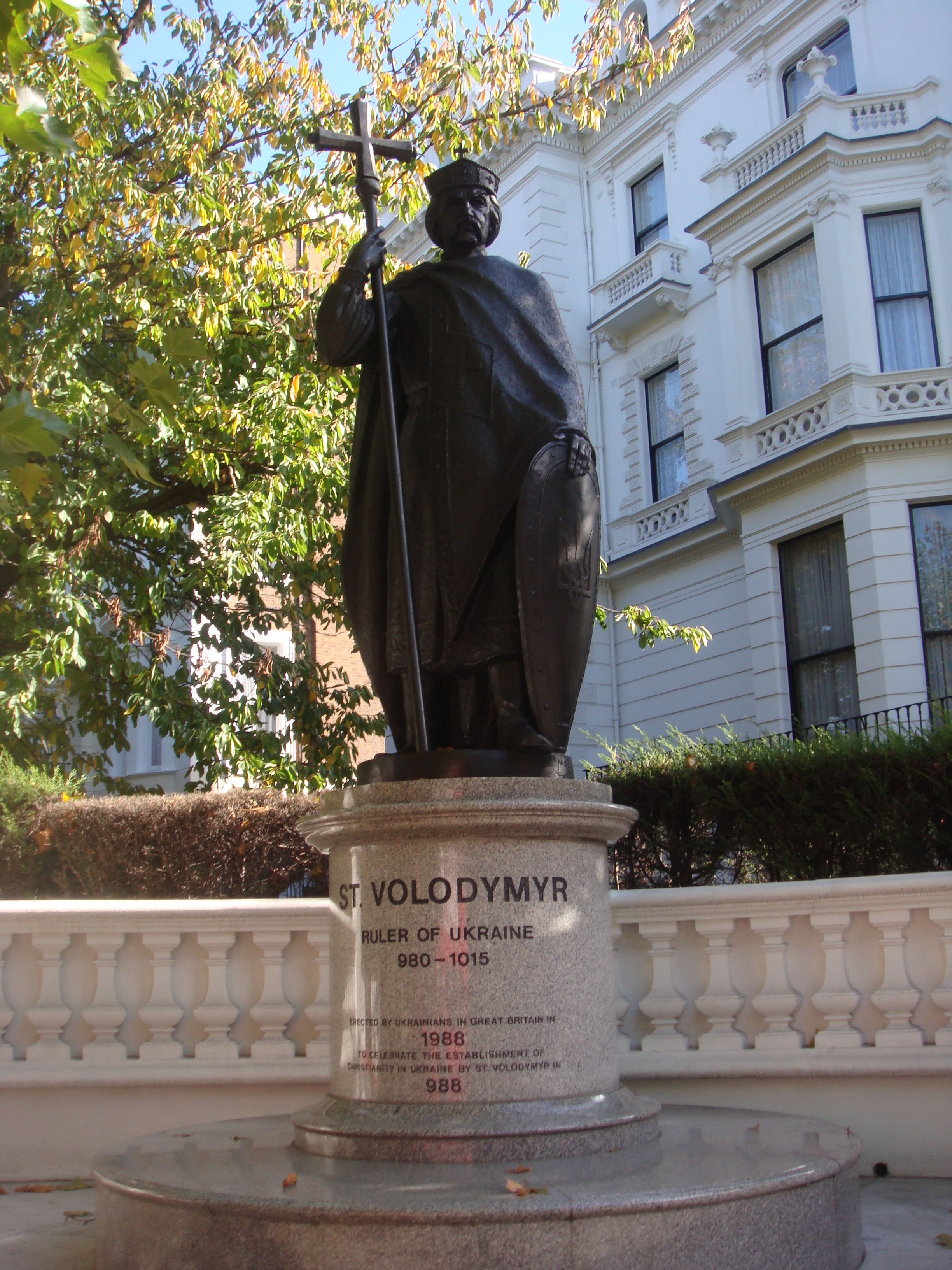
Пам'ятник Володимиру Великому у Лондоні

Завдяки сприянню української громади на території Великої Британії було встановлено пам'ятники Володимиру Великому в Лондоні та полеглим Героям України на оселі «Тарасівка» біля Дербі, монумент жертвам Голодомору у Лондоні, пам'ятні дошки біля міських ратуш Болтону та Рочдейлу і т.д. 
Приблизно 70% українців у Великій Британії віряни УГКЦ, Близько 10% відвідують Українську православну церкву. Як усі громадяни у Великої Британії, українці мають право на вільне віросповідання.
Крім україномовних газет, у Великій Британії в Українській видавничій спілці друкуються українські книги. У Лондоні функціонує українська книгарня, де можна придбати сучасні книги та періодику, що видається у Великій Британії та Україні.
Молодіжним організаціям СУМ і Пласт у Великій Британії створені усі умови для збереження та розвитку національних традицій, задоволення мовних та культурних потреб. Члени Пласту проводять літні табори на оселі «Верховина», що у Північному Уельсі.
«Сумівці» щорічно проводять літні збори в таборі «Тарасівка», біля Дербі. Ця оселя є улюбленим місцем дозвілля та відпочинку не лише молоді. Щороку в день святої Трійці на оселю з'їжджаються українці з усієї Великої Британії, щоб відзначити Свято Героїв. Дійство супроводжується міжконфесійною літургією та концертами.
Саме на «Тарасівці» щороку у другу суботу липня відбувається найбільший у Великій Британії український фестиваль та ярмарок. Покуштувати українські традиційні страви, послухати народну музику, полюбуватись витонченістю української вишиванки та майстерністю українських танцюристів, приїжджають не тільки українці. Фестиваль завоював чималу популярність серед британців та представників багатьох національних меншин, що проживають у Британії.
Про збереження культурної самобутності та традицій свідчить діяльність у Великій Британії українських національних творчих колективів: «Мрія» (Бредфорд), «Дніпро» (Ноттінгем), «Булава» (Ковентрі), танцювальних гуртів «Метелик» (Редінг), «Орлик» (Манчестер).

## Освіта і мова
У Великій Британії діють 14 суботніх шкіл українознавства, де працюють 70 вчителів і навчається понад 400 учнів. У школах діти вивчають українську мову, історію, географію та культуру. Більшість шкіл працюють при відділах СУБ. Викладацький склад шкіл об'єднаний у Спілку Українських Вчителів і Виховників.
У 2007 році відкрито кафедру україністики (очолює професор Рорі Фіннін) у Кембриджському університеті, на постійній основі якої відкривається програма «Українських студій». За короткий час кафедра стала не лише найбільшим осередком вивчення української мови, але й культурно-інформаційним центром, на базі якого проводяться семінари, лекції, виставки на українську тематику.
Школа Слов'янських та Східноєвропейських Наук та Університет св. Андрія пропонують мовні курси для вивчення української мови та історії України.
На базі Українського Інституту у Лондоні діє Міжнародна Українська Школа. Українська діаспора надає безпосередню підтримку діяльності цього закладу.